# 1899 no Brasil
Esta é uma cronologia dos fatos acontecimentos de ano 1899 no Brasil.

## Incumbentes
- Presidente do Brasil - Campos Sales (15 de novembro de 1898 – 15 de novembro de 1902)
- Vice-presidente do Brasil - Francisco de Assis Rosa e Silva (15 de novembro de 1898 – 15 de novembro de 1902)

## Eventos
- 3 de janeiro: O ministro boliviano José Paravicini instala um posto alfandegário na margem do rio Acre.[1]
- 14 de julho: Luis Gálvez Rodríguez de Arias proclama a República do Acre, também conhecida como Estado Independente do Acre.[1][2]
- 16 de julho: Roberto Landell de Moura realiza sua primeira demonstração pública e documentada do Transmissor de Ondas.
- 26 de agosto: É fundada a atual capital do estado de Mato Grosso do Sul, Campo Grande.
- 28 de dezembro: Luis Gálvez Rodríguez de Arias é deposto pelo seringalista brasileiro Antônio de Sousa Braga.

## Nascimentos
- 1 de Janeiro - Nonô (Futebolista) (m. 1931)
- 3 de Fevereiro - Café Filho, Presidente do Brasil (m. 1970)
- 16 de Junho - Dante Milano, poeta modernista (m. 1991)
- 3 de outubro - Artur da Costa e Silva, Presidente do Brasil (1967-1969) (m. 1969)
- 23 de novembro - Manuel dos Reis Machado, Mestre de capoeira (m. 1974)

## Mortes
- 25 de janeiro - Alfredo d'Escragnolle Taunay, militar e escritor (n. 1843)
- 13 de novembro - Almeida Júnior, pintor e desenhista (n. 1850)